# Eden (mormonizm)
Eden (deseret 𐐀𐐔𐐇𐐤) – rajski ogród, odgrywający istotną rolę w teologii Kościoła Jezusa Chrystusa Świętych w Dniach Ostatnich.

## W mormońskiej teologii
Eden opisywany przez mormońską teologię osadzony jest w relacjach znajdujących się we wszystkich księgach należących do kanonu tej wspólnoty religijnej, zatem w Biblii, Księdze Mormona, Naukach i Przymierzach oraz Perle Wielkiej Wartości. Pod koniec aktu stworzenia Bóg zasadził ogród w Edenie, na wschodzie, oraz umieścił w nim rozmaite gatunki zwierząt i roślin. Miało być to idylliczne miejsce, bez wrogości między zasiedlającymi go stworzeniami oraz bez śmierci. Adam i Ewa zostali umieszczeni w Edenie, wraz z poleceniem, by go uprawiać i strzec. Jednocześnie wszelkie rzeczy utrzymywane były w stanie doskonałej niewinności oraz piękna, bez możliwości rozmnażania się. Także Adam i Ewa w owych rajskich warunkach nie mieli możliwości spłodzenia dzieci oraz założenia rodziny.
Bóg umieścił w Edenie drzewo poznania złego i dobrego. Dał też człowiekowi wolną wolę, tak by ten mógł zdecydować, czy skosztować jego owocu, czy też nie. Niezjedzenie tego owocu zachowałoby człowieka w rajskiej formule istnienia. Ograniczyłoby też jednak jego zdolność do postępu oraz pozbawiło potomków. Spożycie go natomiast, jakkolwiek dało okazję do powstania rodziny i do nauki poprzez doświadczenie bólu, cierpienia oraz śmierci, spowodowało też usunięcie człowieka sprzed obecności Bożej. Usunięty z Edenu Adam udał się do Adam-ondi-Ahman.
Wykroczenie Adama i Ewy przyniosło ze sobą pojawienie się śmierci. Umożliwiło jednak też powstanie ludzkiej rodziny zamieszkującej ziemię. Upadek Adama uczynił jednocześnie koniecznym zadośćuczynienie Jezusa Chrystusa.
Położenie Edenu nie wynika z zapisów biblijnych czy też z jakichkolwiek badań archeologicznych. Mormońska teologia, opierając się na objawieniach, które miał otrzymać Joseph Smith, pierwszy prezydent Kościoła, umiejscawia wspomniane wyżej Adam-ondi-Ahman, obszar, na którym przebywał Adam po opuszczeniu Edenu, w hrabstwie Daviess bądź na terenie większym, obejmującym też Far West, osadę w hrabstwie Caldwell. Szereg wczesnych liderów mormońskich, w tym Brigham Young i Heber C. Kimball, wskazywało, że Smith przekazał im, iż Eden mieścił się w dzisiejszym hrabstwie Jackson w stanie Missouri.
Zgodnie z punktem dziesiątym Artykułów wiary podczas drugiego przyjścia Chrystusa ziemia zostanie odnowiona i otrzyma swoją rajską chwałę, powracając do tożsamego z Edenem stanu istnienia.

## W mormońskiej sztuce
Eden uwieczniony został w mormońskiej sztuce. Pokój ogrodowy świątyni w Salt Lake, drugi z czterech pokojów obrzędowych wykorzystywanej w tym centralnym dla mormonizmu obiekcie podczas ceremonii obdarowania, zdobią wyrafinowane malowidła ścienne. Przedstawiają one rozmaite aspekty Edenu: jego rajską naturę, z lwem i jagnięciem spoczywających w pokoju obok siebie, drzewo życia, a także drzewo poznania złego i dobrego.
Motyw Edenu wykorzystano też na malowidłach ściennych zdobiących pokój ogrodowy świątyni w Los Angeles. Wykonane przez nienależącego do Kościoła Edwarda Grigware'a, przedstawiają one rajski ogród wypełniony na poły tropikalną roślinnością charakterystyczną dla południowej Kalifornii.
Wieloczęściowa instalacja In the High Noon of the Heavenly Garden z 2018 pędzla Samuela Evensena chronologicznie portretująca starotestamentalny zapis przedstawia Eden oraz przebywających w nim Adama i Ewę w serii niewielkich aktów. Eden ma tu wyraźnie rolniczy charakter, natomiast Adam i Ewa dopiero dorastają, w coraz to bardziej złożonym, skomplikowanym i podzielonym otoczeniu rajskiego ogrodu. Praca Evensena była omawiana podczas kursu poświęconemu sztukom wizualnym w Kościele Jezusa Chrystusa Świętych w Dniach Ostatnich zorganizowanego przez The Center for Latter-day Saint Arts.